# William Daniel Conybeare

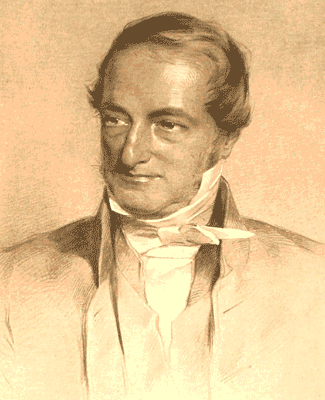
William Daniel Conybeare

William Daniel Conybeare (* 7. Juni 1787 in London; † 12. August 1857 in Winchester (Itchen Stoke)) war ein britischer Geologe und Paläontologe.

## Leben und Wirken
Conybeare wurde in London geboren und am Christ Church College in Oxford ausgebildet. Nach dem Beitritt in einen religiösen Orden nahm er verschiedene kirchliche Ämter war. Er war darüber hinaus Gründungsmitglied der Bristol Philosophical Institution im Jahre 1822.
Für die Geologie begeisterte er sich, nachdem er den Vorlesungen von John Kidd (1775–1851) beiwohnte. Schon nach Abschluss seines Studiums unternahm er ausgedehnte Reisen in Großbritannien und auf dem Kontinent, auf denen er geologische Studien betrieb. Er war außerdem eines der ersten Mitglieder der Geological Society of London. Sowohl William Buckland als auch Adam Sedgwick wiesen stets darauf hin, wie viel sie von seinem Wissen über Geologie profitierten, als sie begannen, sich diesem Gebiet zu widmen.
Die wissenschaftliche Beschreibung eines von Mary Anning gefundenen Plesiosauriers geht auf ihn zurück und spätere Untersuchungen dieser ausgestorbenen Reptiliengattung haben ihn in allen wichtigen Punkten bestätigt. Gemeinsam mit William Buckland veröffentlichte er ein Thesenpapier über die südwestlichen Kohlereviere Englands, das 1824 veröffentlicht wurde. Er veröffentlichte auch wissenschaftliche Arbeiten über das Thames-Tal, über die Theorie der Gebirgsketten von Léonce Élie de Beaumont und über einen Erdrutsch, der in der Nähe von Lyme Regis im Jahre 1839 stattfand.
Sein Hauptwerk ist Outlines of the Geology of England and Wales, das 1822 erschien und das er gemeinsam mit dem Geologen William Phillips (1775–1828) schrieb. Dieses Werk war von bedeutendem Einfluss auf die Wissenschaft der Geologie in Großbritannien. Gemeinsam mit Phillips führte er das Karbon ein.
Conybeare war Mitglied der Royal Society und korrespondierendes Mitglied der Académie des sciences. 1844 wurde er mit der Wollaston-Medaille der Geological Society of London ausgezeichnet.